# Rui Manuel Miranda de Mesquita
Rui Manuel Miranda de Mesquita (Póvoa de Lanhoso, 15 de Novembro de 1941 — Angra do Heroísmo, 1 de Abril de 2015) foi um farmacêutico, professor liceal e político que, entre outras funções de relevo, foi membro do Governo Regional dos Açores e Presidente da Câmara Municipal de Angra do Heroísmo.

## Biografia
Leccionou na Escola Preparatória de Angra do Heroísmo, onde foi presidente do Conselho Directivo, na Escola do Magistério Primário de Angra do Heroísmo e na Escola Industrial e Comercial de Angra do Heroísmo. Foi, também em Angra do Heroísmo, director técnico da farmácia da qual era já proprietário. 
Em 1976, aquando da formação do I Governo Regional dos Açores, foi nomeado Secretário Regional dos Assuntos Sociais. Entre 1979 e 1982 foi presidente da Câmara Municipal de Angra do Heroísmo.
De 1988 até à data da sua aposentação chefiou o Laboratório de Química Aplicada Dr. Nicolau Anastácio Bettencourt que, posteriormente, com outras instituições, deu origem ao Instituto de Inovação Tecnológica dos Açores – INOVA. Participou em várias instituições sociais e económicas.